# Zsivny Viktor
Zsivny Viktor (Budapest, 1886. november 30. – Budapest, 1953. október 14.) magyar vegyészmérnök, mineralógus.

## Élete
Zsivny József és Herczig Karolina fiaként született. Középiskolai tanulmányait a fővárosban végezte, majd a Műegyetem hallgatója lett, ahol 1908-ban vegyészmérnöki oklevelet szerzett. Eleinte a Műegyetemen dolgozott tanársegédként, majd 1912-től a Magyar Nemzeti Múzeum ásványtárának munkatársa volt. 1924-ben az ásvány- és kőzettan doktora lett. 1932-ben Zimányi Károly utódaként az MNM ásványtárának osztályigazgatója, 1942-ben igazgatója lett. 1944-től haláláig tudományos munkatársként dolgozott.
Múzeumi munkája mellett 1916–1917-ben a budapesti Kertészeti Tanintézetben óraadóként tanított ásványtan és fizikát, 1918–1919-ben pedig a Műegyetem általános kémiai tanszékén volt kisegítő tanársegéd. Számos tanulmányutat tett, dolgozott Ausztriában, Németországban, Norvégiában, Svájcban, Dél-Afrikában és Marokkóban is. Kristálytannal és kristályoptikával, valamint a kőzetek vegytanával, alaki és fizikai tulajdonságainak megállapításával is foglalkozott. Munkássága több hazai ásvány elemzéséhez és számos ásványelőfordulás (Vaskő, Kisbánya, Nagybánya, Rudabánya, Velencei-hegység) ásványainak feldolgozásához kötődik, illetve két új ásvány felfedezése fűződik a nevéhez: Zsivny írta le először a parajamesonitot (Kisbánya) és a klebelsbergitet (Felsőbánya). Tanulmányait leginkább magyar szakfolyóiratokban publikálta.
Az 1930-as években Jávorka Sándorral, Moesz Gusztávval és Soós Lajossal együtt az Annales Historico-naturalis Musei Nationalis Hungarici társszerkesztője. 1936-ban a Szent István Akadémia rendes tagja lett, 1938 és 1948 között pedig a Magyar Természettudományi Egyesület Ásvány- és Földtani választmányának tagja volt.